# Wybory w 2006
Lista i rezultaty wyborów, które się odbyły na świecie w 2006 roku.
| Państwo                           | Data                             | Zwycięzca                                                                                          | Zmiana/reelekcja                         | Link i inne informacje |
| --------------------------------- | -------------------------------- | -------------------------------------------------------------------------------------------------- | ---------------------------------------- | --- |
| Chile                             | 15 stycznia                      | Michelle Bachelet                                                                                  | Zmiana                                   | Wybory prezydenckie w Chile w latach 2005–2006 Wybory, w których pierwszy raz kobieta została prezydentem. Pochodzi z partii poprzedniego prezydenta. Przeszła do drugiej tury wraz z Sebastián Piñera Echenique.   |
| Finlandia                         | 15 stycznia                      | Tarja Halonen                                                                                      | Reelekcja                                | Wybory prezydenckie w Finlandii w 2006 roku Wybory, w których wygrała wybory urzędująca prezydent. W drugiej turze pokonała Sauli Niinistö.                                                                         |
| Republika Zielonego Przylądka     | 22 stycznia                      | Afrykańska Partia na rzecz Niezależności Republiki Zielonego Przylądka                             | Reelekcja                                | Wybory parlamentarne w Republice Zielonego Przylądka w 2006 roku Ponowne zwycięstwo partii rządzącej. |
| Portugalia                        | 22 stycznia                      | Aníbal Cavaco Silva                                                                                | Zmiana                                   | Wybory prezydenckie w Portugalii w 2006 roku Po dziesięcioletniej kadencji Jorge Sampaio, Aníbal Cavaco Silva wygrał w pierwszej turze. Pochodził z partii o podobnych poglądach co jego poprzednik.                |
| Kanada                            | 23 stycznia                      | Konserwatywna Partia Kanady                                                                        | Zmiana                                   | Wybory parlamentarne w Kanadzie w 2006 roku Przejęcie władzy przez partię opozycyjną. |
| Autonomia Palestyńska             | 25 stycznia                      | Hamas                                                                                              | Zmiana                                   | Wybory parlamentarne w Autonomii Palestyńskiej w 2006 roku Przejęcie władzy przez ludzi powszechnie uważanych za terrorystów                                                                                        |
| Antyle Holenderskie               | 27 stycznia                      | Partia Zrestrukturyzowanych Antyli                                                                 | Zmiana                                   | Wybory parlamentarne w Antylach Holenderskich w 2006 roku |
| Kostaryka                         | 5 lutego                         | Partia Wyzwolenia Narodowego                                                                       | Zmiana                                   | Wybory parlamentarne w Kostaryce w 2006 roku |
| Kostaryka                         | 5 lutego                         | Óscar Arias                                                                                        | Zmiana                                   | Wybory prezydenckie w Kostaryce w 2006 roku Po 10 latach ponownie wygrał kandydat NLP |
| Haiti                             | 7 lutego                         | René Préval                                                                                        | Zmiana                                   | Wybory prezydenckie na Haiti w 2006 roku Wygrał w pierwszej turze. Poprzedni p.o. prezydenta nie wystartował w wyborach                                                                                             |
| Haiti                             | 7 lutego                         | Lespwa                                                                                             | Zmiana                                   | Wybory parlamentarne na Haiti w 2006 roku Wybory do sejmu |
| Republika Zielonego Przylądka     | 12 lutego                        | Pedro Pires                                                                                        | Reelekcja                                | Wybory prezydenckie w Republice Zielonego Przylądka w 2006 roku |
| Uganda                            | 23 lutego                        | Yoweri Museveni                                                                                    | Pierwsze wybory                          | Wybory prezydenckie w Ugandzie w 2006 roku Po wprowadzeniu poprawek do konstytucji, kadencja prezydenta została skrócona. Wybory nie zostały uznane za demokratyczne, ze względu na naruszenie ordynacji wyborczej. |
| Uganda                            | 23 lutego                        | Narodowy Ruch Oporu                                                                                | Reelekcja                                | Wybory parlamentarne w Ugandzie w 2006 roku Wybory uznawane za sfałszowane. Tak jak wszystkie inne wybory parlamentarne w Ugandzie, które zawsze wygrywał NRS                                                       |
| Benin                             | 5 marca                          | Yayi Boni                                                                                          | Zmiana                                   | Wybory prezydenckie w Beninie w 2006 roku Wygrał jedyny bezpartyjny kandydat |
| Kolumbia                          | 12 marca                         | Kolumbijska Partia Liberalna i Społeczna Partia Jedności Narodowej                                 | Zmiana                                   | Wybory parlamentarne w Kolumbii w 2006 roku Podczas gdy Kolumbijska Partia Liberalna wygrała wybory do Izby Reprezentantów, wybory do Senatu wygrała Społeczna Partia Jedności Narodowej                            |
| Salwador                          | 12 marca                         | Nacjonalistyczny Republikański Sojusz                                                              | Zmiana                                   | Wybory parlamentarne w Salwadorze w 2006 roku |
| Białoruś                          | 19 marca                         | Alaksandr Łukaszenka                                                                               | Reelekcja                                | Wybory prezydenckie na Białorusi w 2006 roku Wybory zostały sfałszowane. Wygrał urzędujący od dziesięciu lat dyktator.                                                                                              |
| Wyspy Świętego Tomasza i Książęca | 26 marca                         | Demokratyczna Partia Konwergencji Grup i Formacja dla Zmiennego Demokratycznego Ruchu Liberalnego  | Zmiana                                   | Wybory parlamentarne na Wyspach Świętego Tomasza i Książęcej w 2006 roku Wygrała koalicja wyborcza. |
| Ukraina                           | 26 marca                         | Partia Regionów                                                                                    | Pierwsze demokratyczne wybory            | Wybory parlamentarne na Ukrainie w 2006 roku Pierwsze demokratyczne wybory na Ukrainie po pomarańczowej rewolucji                                                                                                   |
| Izrael                            | 28 marca                         | Kadima                                                                                             | Zmiana                                   | Wybory parlamentarne w Izraelu w 2006 roku |
| Samoa                             | 31 marca                         | Partia Ochrony Praw Człowieka                                                                      | Zmiana                                   | Wybory parlamentarne w Samoa w 2006 roku |
| Tajlandia                         | 2 kwietnia                       | Thai Rak Thai                                                                                      | Reelekcja                                | Wybory parlamentarne w Tajlandii w 2006 roku Po wyborach w 2005, większość miejsc przejęło TRT, które zdecydowało się na przyspieszone wybory, gdzie zdobyło wszystkie miejsca.                                     |
| Wyspy Salomona                    | 5 kwietnia                       | Partia Narodowa                                                                                    | Zmiana                                   | Wybory parlamentarne na Wyspach Salomona w 2006 roku |
| Peru                              | 9 kwietnia                       | Alan García Pérez                                                                                  | Zmiana                                   | Wybory prezydenckie w Peru w 2006 Po 10 latach znowu wygrał Perez. W drugiej turze pokonał Ollanta Humala Tasso |
| Peru                              | 9 kwietnia                       | Unia Peru                                                                                          | Zmiana                                   | Wybory parlamentarne w Peru w 2006 roku |
| Włochy                            | 10 kwietnia                      | Unia (koalicja wyborcza)                                                                           | Zmiana                                   | Wybory parlamentarne we Włoszech w 2006 Zwycięstwo odniosła w niewielkim stopniu. Opozycyjna partia zdobyła tylko o 2 miejsca mniej                                                                                 |
| Tajlandia                         | 19 kwietnia                      | –                                                                                                  | –                                        | Wybory parlamentarne w Tajlandii w 2006 roku Wybory do senatu (wszyscy kandydaci niezależni) |
| Haiti                             | 21 kwietnia                      | Lespwa                                                                                             | Zmiana                                   | Wybory parlamentarne na Haiti w 2006 roku Wybory do senatu |
| Węgry                             | 9 kwietnia                       | Węgierska partia socjalistyczna                                                                    | Reelekcja                                | Wybory parlamentarne na Węgrzech w 2006 roku |
| Laos                              | 30 kwietnia                      | Laotańska Partia Ludowo-Rewolucyjna                                                                | Reelekcja                                | Wybory parlamentarne na Laos w 2006 roku Wygrała jako jedyna partia w kraju. |
| Czad                              | 3 maja                           | Idriss Déby                                                                                        | Reelekcja                                | Wybory prezydenckie w Czadzie w 2006 roku Wybory sfałszowano |
| Singapur                          | 6 maja                           | Partia ludzi akcji                                                                                 | Reelekcja                                | Wybory parlamentarne w Singapurze w 2006 roku Wybory nie były w pełni demokratyczne |
| Fidżi                             | 13 maja                          | Zjednoczona partia Fidżi                                                                           | Zmiana                                   | Wybory parlamentarne na Fidżi w 2006 roku |
| Komory                            | 14 maja                          | Ahmed Abdallah Sambi                                                                               | Zmiana                                   | Wybory prezydenckie na Komorach w 2006 roku W drugiej turze pokonał Mohamed Djaanfari i Ibrahim Halidi |
| Dominikana                        | 16 maja                          | Progresywny Blok                                                                                   | Zmiana                                   | Wybory parlamentarne w Dominikanie w 2006 roku |
| Cypr                              | 21 maja                          | Progresywna Partia Ludzi Pracujących                                                               | Zmiana                                   | Wybory parlamentarne na Cyprze w 2006 roku |
| Serbia i Czarnogóra               | 21 maja                          | Zwolennicy                                                                                         | Czarnogóra zostaje niepodległym państwem | Referendum niepodległościowe w Czarnogórze w 2006 roku |
| Kolumbia                          | 28 maja                          | Álvaro Uribe                                                                                       | Reelekcja                                | Wybory parlamentarne w Kolumbii w 2006 roku Wygrał w pierwszej turze |
| Montserrat                        | 31 maja                          | Ruch Zmian i Progresji                                                                             | Zmiana                                   | Wybory parlamentarne na Montserrat w 2006 roku |
| Czechy                            | 3 czerwca                        | Civic Democratic Party                                                                             | Reelekcja                                | Wybory do Izby Poselskiej Republiki Czeskiej w 2006 roku |
| San Marino                        | 4 czerwca                        | Chrześcijańsko-Demokratyczna Partia San Marino                                                     | Zmiana                                   | Wybory parlamentarne w San Marino w 2006 roku |
| Słowacja                          | 16 czerwca                       | Kierunek – Socjalna Demokracja                                                                     | Zmiana                                   | Wybory parlamentarne na Słowacji w 2006 roku |
| Kuwejt                            | 26 czerwca                       | Islamski blok                                                                                      | Reelekcja                                | Wybory parlamentarne w Kuwejcie w 2006 roku |
| Meksyk                            | 2 lipca                          | Felipe Calderón                                                                                    | Zmiana                                   | Wybory prezydenckie w Meksyku w 2006 roku |
| Meksyk                            | 2 lipca                          | Partia Akcji Narodowej                                                                             | Zmiana                                   | Wybory parlamentarne w Meksyku w 2006 roku |
| Macedonia                         | 5 lipca                          | Wewnętrzna Macedońska Organizacja Rewolucyjna-Demokratyczna Partia Macedońskiej Jedności Narodowej | Zmiana                                   | Wybory parlamentarne w Macedonii w 2006 roku |
| Seszele                           | 28 lipca                         | James Michel                                                                                       | Reelekcja                                | Wybory prezydenckie na Seszelach w 2006 roku Wygrał w pierwszej turze |
| Demokratyczna Republika Konga     | 30 lipca                         | Joseph Kabila                                                                                      | Reelekcja>                               | Wybory prezydenckie w DRK w 2006 roku |
| Demokratyczna Republika Konga     | 30 lipca                         | Partia Ludzi Rekonstrukcji i Demokracji                                                            | Zmiana                                   | Wybory parlamentarne w DRK w 2006 roku |
| Wyspy Świętego Tomasza i Książęca | 30 lipca                         | Fradique de Menezes                                                                                | Zmiana                                   | Wybory parlamentarne na Wyspach Świętego Tomasza i Książęcej Do drugiej tury przeszedł z Patrice Trovoada |
| Tuvalu                            | 3 sierpnia                       | –                                                                                                  | –                                        | Wybory parlamentarne na Tuvalu w 2006 roku |
| Gujana                            | 28 sierpnia                      | Partia Ludzi Progresywnych                                                                         | Zmiana                                   | Wybory parlamentarne w Gujanie w 2006 roku |
| Czarnogóra                        | 10 września                      | Koalicja za Europejską Czarnogórą                                                                  | Pierwsze wybory                          | Wybory parlamentarne w Czarnogórze w 2006 roku |
| Szwecja                           | 17 września                      | Szwedzka Socjaldemokratyczna Partia Robotnicza                                                     | Zmiana                                   | Wybory parlamentarne w Szwecji w 2006 roku |
| Gambia                            | 22 września                      | Yahya Jammeh                                                                                       | Reelekcja                                | Wybory prezydenckie w Gambii w 2006 W wyniku manipulacji po raz trzeci wygrał wybory w pierwszej turze. |
| Jemen                             | 26 września                      | Ali Abdullah Saleh                                                                                 | Reelekcja                                | Wybory prezydenckie w Jemenie w 2006 roku wygrał w pierwszej turze |
| Wyspy Cooka                       | 27 września                      | Partia Demokratyczna                                                                               | Reelekcja                                | Wybory parlamentarne na Wyspach Cooka w 2006 roku |
| Zambia                            | 28 września                      | Ruch dla Wielopartyjnej Demokracji                                                                 | Zmiana                                   | Wybory parlamentarne w Zambii w 2006 roku |
| Austria                           | 1 października                   | Socjaldemokratyczna Partia Austrii                                                                 | Reelekcja                                | Wybory parlamentarne w Austrii w 2006 roku |
| Bośnia i Hercegowina              | 1 października                   | Sojusz Niezależnych Socjaldemokratów                                                               | Zmiana                                   | Wybory parlamentarne w Bośni i Hercegowinie w 2006 roku |
| Bośnia i Hercegowina              | 1 października                   | Haris Silajdžić                                                                                    | Zmiana                                   | Wybory prezydenckie w Bośni i Hercegowinie w 2006 roku |
| Brazylia                          | 1 października – 29 października | Demokratyczna Partia Pracy                                                                         | Zmiana                                   | Wybory parlamentarne w Brazylii w 2006 roku |
| Brazylia                          | 1 października – 29 października | Luiz Inácio Lula da Silva                                                                          | Zmiana                                   | Wybory prezydenckie w Brazylii w 2006 roku Pokonał w drugiej rundzie dotychczasowego prezydenta Geraldo Alckmin |
| Łotwa                             | 7 października                   | Partia Ludowa                                                                                      | Zmiana                                   | Wybory parlamentarne na Łotwie w 2006 roku |
| Ekwador                           | 15 października                  | Rafael Correa                                                                                      | Zmiana                                   | Wybory prezydenckie w Ekwadorze w 2006 roku |
| Ekwador                           | 15 października                  | Odnowicielska Partia Instytucjonalna Akcja Narodowa                                                | Zmiana                                   | Wybory parlamentarne w Ekwadorze w 2006 roku |
| Bułgaria                          | 22 października                  | Georgi Parvanov                                                                                    | Reelekcja                                | Wybory parlamentarne w Bułgarii w 2006 roku W drugiej rundzie pokonał Volen Siderov |
| Nikaragua                         | 5 listopada                      | Daniel Ortega                                                                                      | Zmiana                                   | Wybory prezydenckie w Nikaragui w 2006 roku |
| Nikaragua                         | 5 listopada                      | Sandiniści                                                                                         | Zmiana                                   | Wybory parlamentarne w Nikaragui w 2006 roku |
| Tadżykistan                       | 6 listopada                      | Emomali Rahmon                                                                                     | Reelekcja                                | Wybory prezydenckie w Tadżykistanie w 2006 roku Zostało złamane prawo wyborcze |
| Samoa                             | 7 listopada                      | –                                                                                                  | –                                        | Wybory parlamentarne w Samoa w 2006 roku Wszyscy kandydaci niezależni |
| Guam                              | 7 listopada                      | Felix Perez Camacho                                                                                | Reelekcja                                | Wybory prezydenckie na Guam w 2006 roku |
| Guam                              | 7 listopada                      | Republikanie                                                                                       | Reelekcja                                | Wybory parlamentarne na Guam w 2006 roku |
| USA                               | 7 listopada                      | Partia Demokratyczna                                                                               | Zmiana                                   | Wybory parlamentarne w USA w 2006 roku |
| Mauretania                        | 19 listopada                     | Al-Mithaq                                                                                          | Reelekcja                                | Wybory parlamentarne w Mauretanii w 2006 roku |
| Holandia                          | 2 listopada                      | Christen-Democratisch Appèl                                                                        | Zmiana                                   | Wybory parlamentarne w Holandii w 2006 roku |
| Bahrajn                           | 2 grudnia                        | Al Wefaq                                                                                           | Zmiana                                   | Wybory parlamentarne w Bahrajnie w 2006 roku |
| Wenezuela                         | 3 grudnia                        | Hugo Chávez                                                                                        | Reelekcja                                | Wybory prezydenckie w Wenezueli w 2006 roku |
| Madagaskar                        | 3 grudnia                        | Marc Ravalomanana                                                                                  | Reelekcja                                | Wybory prezydenckie na Madagaskarze w 2006 roku |
| Naddniestrze                      | 10 grudnia                       | Igor Smirnow                                                                                       | Reelekcja                                | Wybory prezydenckie w Naddniestrzu w 2006 roku Wygrał czwarty raz z rzędu |
| Saint Lucia                       | 11 grudnia                       | Zjednoczona Partia Pracy                                                                           | Zmiana                                   | Wybory parlamentarne w Saint Lucia w 2006 roku |

- „Zmiana” oznacza przejęcie władzy przez inną partię lub człowieka.